# 重回汉唐
重回汉唐文化传播公司，通常简称为重回汉唐，是中国四川省成都市一家主營汉服及汉元素服装的服装品牌。

## 公司历史

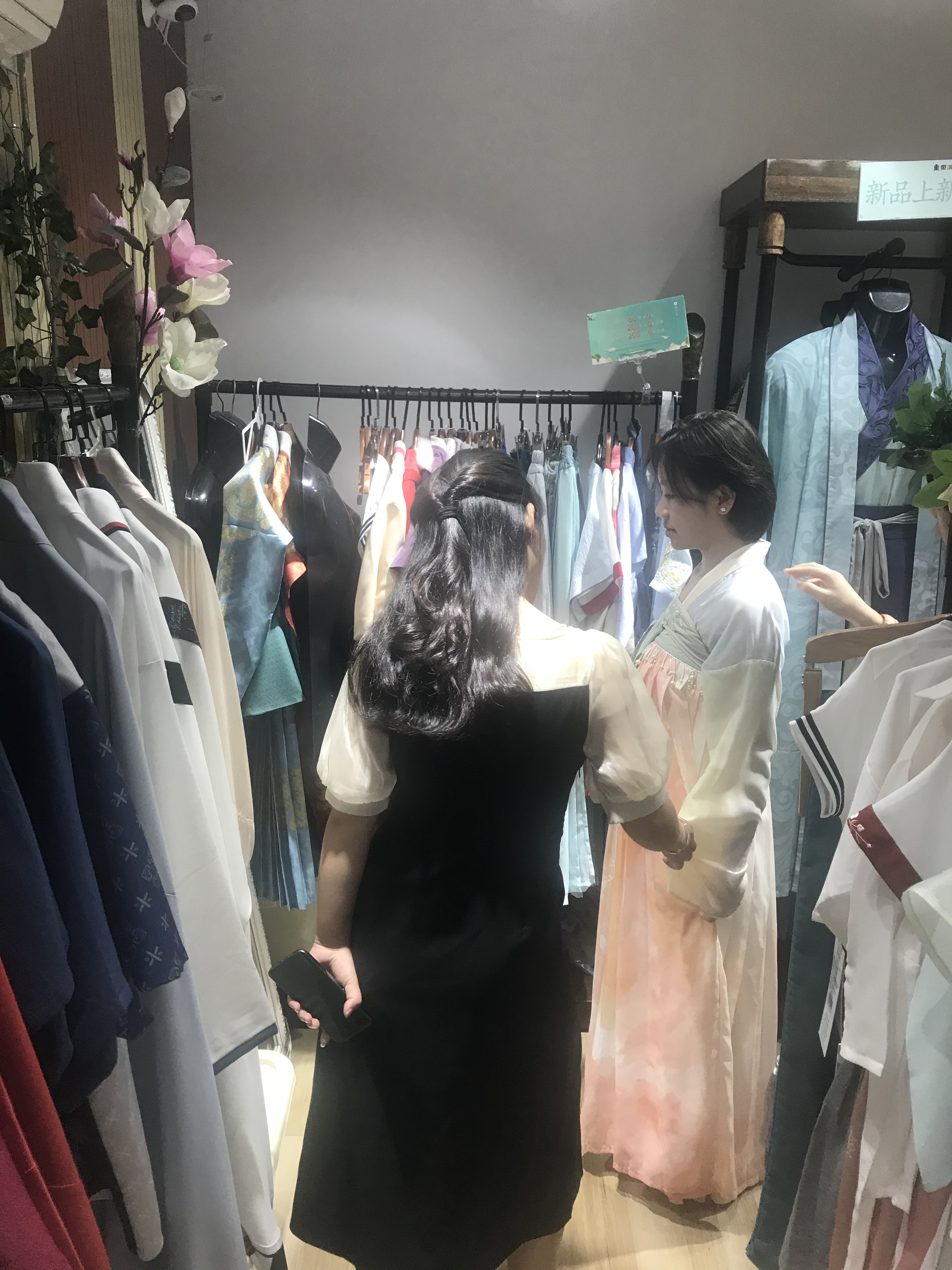
重回汉唐位于长沙的实体店内景

重回汉唐由歌手孙異及其妻吕晓玮于2006年3月在成都市工商管理部门登记注册，成为服装品牌。公司名称来自于孙異于2004年演唱的同名歌曲《重回汉唐》，而其中的歌词“着我汉家衣裳，兴我礼仪之邦”也成为了汉服运动的代表性口号之一。2006年12月17日，重回汉唐第一家汉服实体店在成都市文殊坊开业，这也是中国首家汉服实体店。
作为中国大陆最早的汉服店之一，2013年4月至7月，重回汉唐成功举办了第一届汉服设计大赛。2013年12月4日，英国首相卡梅伦访华期间，曾参观成都杜甫草堂，景区的工作人员着重回汉唐制作的汉服演奏古琴、展示茶艺。这是重回汉唐的汉服首次被用于接待外宾的礼仪场合。
2015年，“状元之乡·游学之旅”活动在四川省阆中古城举行，有100多名高考学生参加游学活动，由重回汉唐为他们设计制作汉服。
2015年9月，重回汉唐建立文化傳播公司，从个体店进入公司化运营阶段，并于次年入驻天猫商城。
截止至2021年，重回汉唐已经在中国大陆的15个省市自治区拥有25家线下实体汉服店。该品牌也在淘宝上也有網路商店。

## 相关链接
- 重回汉唐汉服店 （页面存档备份，存于）的新浪微博
- 重回汉唐汉服店 （页面存档备份，存于）在哔哩哔哩上的个人空间